# Сан-Мігель (вулкан)
Сан-Міге́ль (ісп. San Miguel; також відомий як Chaparrastique) — стратовулкан, розташований у центрально-східній частині країни Сальвадор. Він стоїть приблизно за 15 км на південний захід від міста Сан-Мігель. Це один із найактивніших вулканів у країні. Його останнє виверження, згідно з даними Global Volcanism Program, відбулося 2002 року, лава від якого залила сусідні ранчо аж до шосейної дороги.    